# Ordem de precedência no Reino Unido
A página Predefinição:Peerage/styles.css não tem conteúdo.
A ordem de precedência no Reino Unido é uma ordem hierárquica simbólica que inclui os Pares do Reino, oficiais de Estado, membros do alto clero e titulares de várias ordens de cavalaria. A precedência britânica é determinada principalmente por idade, posição na linha de sucessão ao trono ou grau de parentesco com o monarca reinante. A ordem de precedência britânica também pode incluir especificações em cada uma das nações constituintes das Ilhas Britânicas:
- Inglaterra e Gales
- Escócia
- Irlanda do Norte

## Ordem de precedência
A ordem de precedência no Reino Unido procede da seguinte hierarquia:
1. Soberano britânico (Carlos III)
2. Filhos do Soberano (por ordem de nascimento)
  1. SAR o Príncipe de Gales
  2. SAR o Duque de Sussex
3. Netos do Soberano (por ordem de nascimento)
  1. SAR o Príncipe Jorge de Gales
  2. SAR o Príncipe Luís de Gales
  3. Príncipe Archie de Sussex
4. Irmãos do Soberano (por ordem de nascimento)
  1. SAR o Duque de Iorque
  2. SAR o Duque de Edimburgo
5. Tios do Soberano (por ordem de nascimento)
6. Sobrinhos do Soberano (por ordem de nascimento)
  1. Peter Phillips
  2. Conde de Wessex
7. Netos de Soberanos anteriores (que possuem título de Duque)
  1. SAR o Duque de Gloucester
  2. SAR o Duque de Kent
8. Netos de Soberanos anteriores (que não possuem título de Duque)
  1. Conde de Snowdon
  2. SAR o Príncipe Miguel de Kent
9. Vice-regente Espiritual
10. Arcebispo da Cantuária (Justin Welby)
11. Lord High Steward
12. Lord Chancellor (Alex Chalk)
13. Arcebispo de Iorque (Stephen Cottrell)
14. Primeiro-Ministro (Rishi Sunak)
15. Lord High Treasurer
16. Lorde Presidente do Conselho (Penny Mordaunt)
17. Presidente da Câmara dos Comuns (Sir Lindsay Hoyle)
18. Presidente da Câmara dos Lordes (Barão McFall de Alcluith)
19. Presidente da Suprema Corte (Barão Reed de Allermuir)
20. Lorde Chefe de Justiça (Barão Burnett de Maldon)
21. Lord Privy Seal (Barão True)
22. Embaixadores e Alto Comissários (por ordem de admissão)
23. Lord Great Chamberlain (Lorde Carington)
24. Lorde Alto Condestável
25. Conde Marechal (Duque de Norfolk)
26. Lord High Admiral
27. Lord Steward (Conde de Rosslyn)
28. Lord Chamberlain (Barão Parker de Minsmere)
29. Mestre da Cavalaria (Barão de Mauley)
30. Duques Reais
31. Duques de Inglaterra (por data de criação)
32. Duques de Escócia (por data de criação)
33. Duques da Bretanha (por data de criação)
34. Duques de Irlanda (por data de criação)
  1. Duque de Leinster (Maurice FitzGerald)
35. Duques do Reino Unido (por data de criação)
36. Primogênitos de Duques Reais
  1. Conde de Ulster
  2. Conde de St. Andrews
37. Marqueses de Inglaterra (por data de criação)
38. Marqueses de Escócia (por data de criação)
39. Marqueses da Grã-Bretanha (por data de criação)
40. Marqueses de Irlanda (por data de criação)
41. Marqueses do Reino Unido (por data de criação)
42. Primogênitos de Duques
43. Condes de Inglaterra (por data de criação)
44. Condes de Escócia (por data de criação)
45. Condes da Grã-Bretanha (por data de criação)
46. Condes de Irlanda (por data de criação)
47. Condes do Reino Unido (por data de criação)
48. Filhos de Duques Reais
  1. Nicholas Windsor
49. Primogênitos de Marqueses
50. Filhos de Duques
51. Viscondes de Inglaterra (por data de criação)
52. Viscondes de Escócia (por data de criação)
53. Viscondes da Grã-Bretanha (por data de criação)
54. Viscondes de Irlanda (por data de criação)
55. Viscondes do Reino Unido (por data de criação)
56. Primogênitos de Condes
57. Filhos de Marqueses
  1. Frederick Windsor
58. Bispo de Londres (Sarah Mullally)
59. Bispo de Durham (Paul Butler)
60. Bispo de Winchester (Vago)
61. Bispos-Diocesanos (por antiguidade de consagração)
62. Bispos sufragâneos (por antiguidade de consagração)
63. Secretários de Estado (Vago)
64. Barões de Inglaterra (por data de criação)
65. Barões de Escócia (por data de criação)
66. Barões da Grã-Bretanha (por data de criação)
67. Barões de Irlanda (por data de criação)
68. Barões do Reino Unido (por data de criação)
69. Master of the Rolls (Sir Geoffrey Vos)
70. Vice-Presidente da Suprema Corte (Patrick Hodge)
71. Juízes da Suprema Corte (por data de investidura)
72. Cavaleiro Grã-Cruz da Honorabilíssima Ordem do Banho
73. Cavaleiro-Grande-Comendador da Exaltadíssima Ordem da Estrela da Índia
74. Cavaleiro Grã-Cruz da Distintíssima Ordem de São Miguel e São Jorge
75. Cavaleiro-Grande-Comendador da Eminentíssima Ordem do Império Indiano
76. Cavaleiro Grã-Cruz da Real Ordem Vitoriana
77. Cavaleiro Grã-Cruz da Excelentíssima Ordem do Império Britânico
78. Cavaleiro-Comendador da Honorabilíssima Ordem do Banho
79. Cavaleiro-Comendador da Exaltadíssima Ordem da Estrela da Índia
80. Cavaleiro-Comendador da Distintíssima Ordem de São Miguel e São Jorge
81. Cavaleiro-Comendador da Eminentíssima Ordem do Império Indiano
82. Cavaleiro-Comendador da Real Ordem Vitoriana
83. Cavaleiro-Comendador da Excelentíssima Ordem do Império Britânico
84. Knight Bachelor